# Montauriol (Tarn)
Montauriol (okzitanisch Montauriòl) ist eine französische Gemeinde mit 59 Einwohnern (Stand 1. Januar 2022) im Département Tarn in der Region Okzitanien. Sie gehört zum Arrondissement Albi und zum Kanton Carmaux-1 Le Ségala.
Montauriol ist ein recht weit verbreiteter Ortsname im spanischen Katalonien und im französischen Languedoc. Der Ortsname ist aus dem lateinischen „mons aureolus“ abgeleitet und bedeutet „goldener Berg“.

## Geografie
Die Gemeinde Montauriol liegt auf einem Bergsporn im Nordosten des Départementes Tarn, etwa 25 Kilometer nordöstlich von Albi, 15 Kilometer östlich von Carmaux und unweit des Viaur-Viaduktes. Im Gemeindegebiet entspringt der Céret, ein Nebenfluss des Cérou, der über Aveyron und Tarn zur Garonne entwässert.
Nachbargemeinden Montauriols sind Tanus im Norden, Tréban im Osten, Lacapelle-Pinet im Südosten, Crespin im Süden sowie Moularès im Westen.